# Ilva Bagnolese
L'Ilva Bagnolese è una società calcistica di Bagnoli, quartiere della città di Napoli.
Vanta nella sua storia la partecipazione, negli anni venti, a sei campionati di primo livello, la Prima Divisione dell'allora Lega Sud, tutti antecedenti al girone unico. In seguito, fra il 1930 e il 1948 disputò sedici campionati consecutivi in Serie C, terzo livello nazionale, per poi passare il resto delle stagioni agonistiche nelle categorie minori.

## Storia
La sua storia è legata alla nascita e allo sviluppo del centro siderurgico dell'omonimo quartiere napoletano. La società fu infatti fondata agli inizi del XX secolo da un gruppo di appassionati sportivi alle dipendenze dello stabilimento, qualche anno dopo la costruzione e l'entrata in funzione delle acciaierie Ilva di Bagnoli datata 1909.. La divisa sociale era interamente nera con una stella bianca, simile a quella del Casale e dei corregionali della Frattese. La sua data di fondazione è incerta: Fontanelli la colloca nel 1907, altre fonti nel 1909, altre ancora nel 1912. I suoi primi anni di attività, fino al 1913, sono incerti: alcune fonti moderne, forse facendo confusione con l'Audacia Napoli (che inizialmente si chiamava S.C. Audace), sostengono che inizialmente fosse denominato Audace Bagnoli Sporting Club per poi cambiare denominazione in U.S. Bagnolese nel 1913.
Nella stagione 1913-1914 prese parte al campionato campano di Terza Categoria con Vomero, Puteoli e Naples III, chiudendo al primo posto. Nella stagione 1914-1915 disputò invece il campionato campano di Promozione, con S.S. Napoli e Puteoli. Chiuse inizialmente il campionato al secondo posto, staccato di due punti dal Puteoli, ma in seguito il Comitato Regionale Campano punì i puteolani per il tesseramento irregolare di alcuni giocatori provenienti dal disciolto Vomero penalizzandolo di due punti e rendendo necessario uno spareggio Puteoli-Bagnolese. La Bagnolese vinse per 1-0 grazie a una autorete di De Rosa laureandosi campione campano di Promozione.
Con la ripresa dei regolari campionati nel 1919-1920, al termine della sospensione bellica, la Bagnolese fu ammessa nel girone campano della Prima Categoria, ma si ritirò prima del suo inizio a calendario già compilato. Nel 1920-1921 prese parte per la prima volta al campionato di Prima Categoria arrivando seconda nel girone B del campionato campano e qualificandosi così al girone finale, dove si piazzò terza sul campo dietro Puteolana e Naples; in seguito alla squalifica della Puteolana (tolta dalla classifica per punirla di un'invasione di campo compiuta dai suoi tifosi nel corso della partita con il Naples all'ultima giornata), la Bagnolese salì a tavolino al secondo posto nel girone, qualificandosi così ai gironi di semifinale dell'Italia centro-meridionale contro squadre del Lazio e della Toscana. Inserita nel girone B di semifinale con Pisa e Fortitudo di Roma, la Bagnolese non riuscì a racimolare nemmeno un punto in quattro gare, perdendo 0-3 e 1-8 gli scontri con il Pisa e 0-7 e 1-3 quelli con la Fortitudo, chiudendo il girone da fanalino di coda e venendo quindi inesorabilmente eliminata.

L'U.S. Bagnolese nel 1933-1934. In piedi da sx: Glovi, Sacchi (all.), Piccolo II, Granata, De Iulio, Paccagnella, Piccolo IV, Lonardi, Vargiù. In ginocchio da sx: Bandini (cap.), De Fraia, Apicella.

Negli anni successivi, dal 1921-1922 al 1923-1924, tuttavia, la Bagnolese non riuscì a superare le eliminatorie campane. Nell'autunno 1922 si vociferò di una possibile fusione con la Puteolana che poi non andò in porto. Il club non portò a termine la stagione 1922-1923 ritirandosi dal campionato per le insolvenze economiche verso il Comitato Regionale, al quale doveva mille lire per la reintegrazione del deposito, cessando ogni attività. I suoi giocatori confluirono nell'U.S. Flegrea, descritta dai giornali dell'epoca come una fusione tra Puteolana e Bagnolese, la quale tuttavia si dissolse dopo pochi mesi per i dissidi tra puteolani e bagnolesi. Nell'autunno 1923 la Bagnolese ottenne dal Comitato Regionale il condono della multa, concesso per evitarne lo scioglimento, e poté così prendere parte al campionato successivo. Nella stagione 1923-1924, in cui indossò delle casacche granata (secondo le cronache del quotidiano La Basilicata) o rossonere (secondo il quotidiano romano Il Corriere Italiano), lottò per la qualificazione alle semifinali chiudendo il girone campano al quarto posto a soli due punti dalla seconda classificata, l'Internaples: decisiva per la mancata qualificazione fu la decisione del Comitato Regionale di annullare Bagnolese-Internaples 3-3, mandandola a ripetere; la ripetizione fu vinta per 3-1 dall'Internaples, che staccò così di due punti i bagnolesi qualificandosi alle semifinali.
Nell'autunno 1924 l'U.S. Bagnolese non riuscì a iscriversi al campionato e addirittura si sciolse. L'Hesperia di Bagnoli (già Tenax) contemporaneamente cambiò denominazione in Pro Bagnoli, casacche giallorosse, e si iscrisse al campionato campano di Seconda Divisione 1924-1925, chiudendo al secondo posto. Nel 1925 si ricostituì la Bagnolese nerostellata che fu ammessa d'ufficio in Prima Divisione. Fu allestita una rosa competitiva con gli arrivi di Parodi, Cassese e Lobianco, nonché del cannoniere Parascandolo. Nella stagione 1925-1926, approfittando della mancata iscrizione al torneo di Savoia e Cavese, riuscì nell'impresa di chiudere le eliminatorie campane al secondo posto e di qualificarsi alle semifinali della Lega Sud, dove fu inserita nel girone B insieme ai romani dell'Alba, ai tarantini della Pro Italia, al Palermo e alla Maceratese: la Bagnolese contese fino all'ultimo all'Alba di Roma il primo posto nel girone di semifinale, riuscendo anche nell'impresa di pareggiare (3-3) in rimonta lo scontro diretto in trasferta, ma chiuse il girone al secondo posto, staccato di due punti dall'Alba, a causa della sconfitta casalinga (1-2) nello scontro diretto alla penultima giornata e della decisione del Consiglio Federale di annullare la sconfitta a tavolino dell'Alba contro la Pro Italia mandando a ripetere la partita incriminata (che poi fu vinta dai romani). Se quella sconfitta a tavolino fosse stata confermata, la Bagnolese avrebbe vinto il girone in virtù del miglior quoziente reti rispetto ad Alba e a Pro Italia, e si sarebbe qualificata alla finale contro l'Internaples.
Il 2 agosto dello stesso anno la Carta di Viareggio riorganizzò i tornei in maniera nazionale, e la Prima Divisione cui partecipava la Bagnolese divenne il prodromo dell'attuale Serie B; solo tre squadre del Sud, i romani dell'Alba e della Fortitudo e il Internaples/Napoli, furono ammesse alla nuova Divisione Nazionale. In quell'anno la Bagnolese, allenata dall'ungherese László Gonda, disputò un buon campionato arrivando terza dietro Lazio e Bari. Al termine della stagione, tuttavia, la società, dopo la mancata fusione con il Napoli, non riuscì a iscriversi al successivo campionato per difficoltà economiche, perdendo dopo un solo anno l’affiliazione al Direttorio Divisioni Superiori di Milano, l’antenato della Lega Calcio. Dopo essere rimasta inattiva per una stagione, nel novembre 1928 l'U.S. Bagnolese fu radiata. Il suo posto fu preso dal Pro Bagnoli che nelle stagioni 1927-1928 e 1928-1929 disputò il campionato regionale di Terza Divisione, classificandosi rispettivamente al secondo e al terzo posto.
Nel 1929-1930 la società, assunta la denominazione di Unione Sportiva Fascista Bagnolese, disputò il campionato interregionale di Seconda Divisione (quarto livello) classificandosi al quarto posto nel girone A comprendente compagini campane, calabresi e siciliane; la squadra, pur non conquistando la promozione sul campo, nell'estate 1930 fu comunque ripescata in Prima Divisione, nel frattempo diventata il terzo livello a causa dello sdoppiamento della Divisione Nazionale in A e B. Nella prima metà degli anni trenta la squadra si trovò coinvolta costantemente nella lotta per la salvezza e in due occasioni, nel 1930-1931 e nel 1933-1934, terminò il campionato in zona retrocessione salvo poi essere riammessa per allargamento dei quadri. Nel 1935 la Prima Divisione si trasformò nel più elitario campionato di Serie C e la Bagnolese vi fu ammessa grazie alla vittoria nello spareggio salvezza sul Savoia con cui era a pari punti. Tuttavia, nei campionati successivi di Serie C, fino almeno alla sospensione bellica del 1943, la Bagnolese si salvò senza problemi, lottando anzi più volte per il primo posto nel girone che garantiva la qualificazione alle finali per la promozione in Serie B: nella stazione 1938-1939 dominò il girone di andata, chiuso da imbattuta con otto vittorie e due pareggi e con cinque punti di vantaggio sulle più immediate inseguitrici, ma calò nettamente nel girone di ritorno (tre vittorie, un pareggio e sei sconfitte) subendo il sorpasso di MATER e Savoia e chiudendo al quarto posto (a pari punti con il Popoli terzo ma con un peggior quoziente reti) a sei punti dalla MATER prima classificata; nella stagione 1939-1940 si classificò seconda a sette punti dalla MATER vincitrice del girone. Assunse la denominazione di Ilva Bagnolese a partire dalla stagione 1939-1940.
Con la ripresa postbellica del 1945, la Bagnolese affrontò un periodo di crisi e i primi due campionati del dopoguerra di Serie C, allargata fino a comprendere 18 gironi (di cui tre gestiti dalla Lega Interregionale Sud), si conclusero entrambi con la retrocessione e il successivo ripescaggio. Nella stagione 1947-1948, a causa di una riforma dei campionati, la Serie C fu resa un campionato di qualificazione che non metteva in palio promozioni in Serie B ma, per quanto riguarda i tre gironi della Lega Interregionale Sud, solo 5 posti in palio per il nuovo campionato elitario di Serie C (assegnati alle vincenti dei tre gironi e a due seconde classificate), ma la Bagnolese si riprese parzialmente riuscendo a limitare i danni: il settimo posto nel girone non le fu sufficiente per evitare il declassamento nel nuovo campionato interregionale di Promozione ma le permise quantomeno di evitare la retrocessione in Prima Divisione Campana.
Dopo aver sfiorato la promozione in Serie C nella stagione 1950-51 perdendo lo spareggio per l'ammissione alla fase finale contro il Turris, nella stagione 1951-1952 la squadra non riuscì a andare oltre un sesto posto e non venne ammessa alla nuova IV Serie. Nella stagione 1952-1953, dominando il proprio girone del campionato di Promozione Campana, fu comunque promossa in IV Serie, dove rimase per tre stagioni consecutive, ottenendo come miglior piazzamento il quarto posto nella stagione 1954-1955. Retrocessa nel massimo livello regionale al termine della stagione 1955-1956, ritornò nella quarta serie nazionale al termine della stagione 1957-1958. Nella stagione 1958-1959 chiuse il campionato in zona retrocessione ma fu ripescata nel campionato semiprofessionistico di Serie D 1959-1960, terminato al quattordicesimo posto. Nel 1960, a causa di gravi problemi finanziari, il titolo sportivo della squadra venne ceduto all'Ischia (che assunse la denominazione di Ischia-Bagnolese nel biennio successivo) mediante fusione: dopo cinquant'anni circa la Bagnolese originaria spariva così dal panorama del calcio italiano.
Nel 1965 la Bagnolese fu rifondata con l'acquisizione del titolo sportivo dell'A.C. Juventus Napoli e con la denominazione di A.C. Ilva Bagnolese, ripartendo dal massimo livello regionale (denominato dapprima Prima Categoria e poi Promozione). Nel 1970 assunse la denominazione di Italsider Bagnolese e nel 1975 quella di Virtus Bagnolese. Al termine della stagione 1977-1978 la Bagnolese abbandonò il massimo livello regionale retrocedendo in Prima Categoria. Assunta la denominazione Rinascita Bagnolese, nella stagione 1986-1987 vinse il proprio girone di Prima Categoria tornando in Promozione. Al termine della stagione 1988-1989 retrocesse di nuovo in Prima Categoria. Successivamente, con la nuova denominazione di A.C. Bagnolese, la società prosegue con il solo settore giovanile. Dalla stagione 2024-2025 partecipa al campionato di seconda categoria B

## Stadio

Il campo dell'Ilva di Bagnoli

L'impianto sportivo utilizzato dalla squadra era il Campo dell'Ilva Bagnoli, situato sulla Via Enrico Cocchia, all'altezza dei vecchi forni a calce. Era costruito in cemento armato, aveva una capienza di circa 8.000 posti ed è stato utilizzato fino agli anni 60..

## Statistiche e record

### Partecipazione ai campionati
| Livello | Categoria                 | Partecipazioni | Debutto   | Ultima stagione | Totale |
| ------- | ------------------------- | -------------- | --------- | --------------- | ------ |
| 2°      | Prima Divisione           | 1              | 1926-1927 | 1926-1927       | 1      |
| 3º      | Prima Divisione           | 5              | 1930-1931 | 1934-1935       | 16     |
| 3º      | Serie C                   | 11             | 1935-1936 | 1947-1948       | 16     |
| 4º      | Seconda Divisione         | 1              | 1929-1930 | 1929-1930       | 10     |
| 4º      | Promozione                | 4              | 1948-1949 | 1951-1952       | 10     |
| 4º      | IV Serie                  | 3              | 1953-1954 | 1955-1956       | 10     |
| 4º      | Campionato Interregionale | 1              | 1958-1959 | 1958-1959       | 10     |
| 4º      | Serie D                   | 1              | 1959-1960 | 1959-1960       | 10     |

In 27 stagioni disputate a livello nazionale, a partire dall'affiliazione al Direttorio Divisioni Superiori di Milano nel 1926. Sono escluse dal conteggio le partecipazioni ai campionati regionali, tra cui figurano: una partecipazione in Terza Divisione (1928-1929); tre partecipazioni in Promozione (1914-1915, 1952-1953, 1956-1957); una partecipazione al Campionato Dilettanti (1957-1958); altre partecipazioni in campionati a carattere regionale disputati tra il 1909 ed il 1920.

### Campionati di Lega Sud
Prima del 1926 le squadre del Sud, ad eccezione del campione, erano incluse in una separata e organizzativamente diversa piramide calcistica. Vengono qui riportate le partecipazioni al campionato interregionale in quel periodo. Sono escluse dal conteggio le partecipazioni ai campionati regionali, tra cui figurano tre partecipazioni alla fase regionale della Prima Divisione (1921-1922, 1922-1923, 1923-1924).
| Lega | Categoria       | Partecipazioni | Debutto   | Ultima stagione | Totale |
| ---- | --------------- | -------------- | --------- | --------------- | ------ |
| LS   | Prima Categoria | 1              | 1920-1921 | 1920-1921       | 2      |
| LS   | Prima Divisione | 1              | 1925-1926 | 1925-1926       | 2      |